# Epigynum ridleyi
Epigynum ridleyi är en oleanderväxtart som beskrevs av George King och Gamble. Epigynum ridleyi ingår i släktet Epigynum och familjen oleanderväxter. Inga underarter finns listade i Catalogue of Life.